# Théâtre Gilles-Vigneault
Le théâtre Gilles-Vigneault est une salle de spectacles qui a été inaugurée le 18 janvier 2018. 
La salle de spectacles est située au cœur du centre-ville de Saint-Jérôme, capitale régionale des Laurentides. Elle est nommée en l'honneur du chansonnier québécois Gilles Vigneault, résidant de la région. Le théâtre Gilles-Vigneault propose annuellement une programmation de plus de 200 spectacles touchant l’ensemble des disciplines des arts de la scène. Avec la tenue de spectacles à l’année, le théâtre Gilles-Vigneault est un catalyseur économique d’importance, en plus d’être un attrait touristique incontournable de la région. Joyau architectural à la fine pointe de la technologie certifié Scène écoresponsable depuis 2021, le théâtre Gilles-Vigneault est doté de 860 sièges répartis sur trois niveaux. Le théâtre Gilles-Vigneault est géré par Diffusion En Scène.

## Historique
Après près de 20 ans d'attente, le ministre de la Culture et des Communications Maka Kotto et le ministre responsable des Laurentides Sylvain Pagé annoncent en 2013 une aide financière d'environ 15 M$ du gouvernement du Québec pour la réalisation d'une nouvelle salle de spectacle au centre-ville de Saint-Jérôme. La salle de spectacle accueillera des spectateurs provenant des MRC de la Rivière-du-Nord, des Pays-d'en-Haut, de Mirabel et d'Argenteuil représentant plus de 200 000 personnes. Cette nouvelle salle représente un investissement total de 20 862 000 $. 
Le 20 novembre 2015 a lieu la pelletée de terre officielle de la salle avec la présence du maire de la Ville, de la directrice générale de Diffusion En Scène et des ministres de la Culture et de la région.
Le 25 avril 2016, Diffusion en scène annonce sur sa page Facebook que la salle portera le nom de Gilles Vigneault. 
L'ouverture du théâtre Gilles-Vigneault est prévue pour l'automne 2017. Toutefois, le 21 mars 2017 il est annoncé que l'ouverture de la salle est reportée à la fin du mois de novembre 2017 
Le théâtre Gilles-Vigneault tient ses journées portes ouvertes les 25 et 26 novembre 2017 où près de 4 000 visiteurs franchissent les portes de la nouvelle salle de spectacles. Le 18 janvier 2018, la cérémonie d'inauguration officielle a lieu en présence de nombreux dignitaires et de monsieur Gilles Vigneault.

## Financement
Le théâtre Gilles-Vigneault fait des campagnes annuelles dans le but de récolter des fonds pour financer diverses activités culturelles, artistiques pour la communauté. Pour la première campagne, l’objectif était d’amasser 60 000$. Les porte-paroles de la première édition étaient Barbada artiste drag et Christian Marc Gendron, chanteur et pianiste. Le 7 juin 2023, le théâtre a annoncé avec beaucoup de reconnaissance avoir atteint l’objectif. Lors de cette campagne, le théâtre Gilles-Vigneault a réussi à amasser 66 500$ de dons pour les activités artistiques et culturelles. Le théâtre a financé des spectacles gratuits durant la semaine de relâche, des ateliers de méditation culturelle, des résidences artistiques et un projet pour les enfants atteint du trouble du spectre de l’autisme. Le théâtre a aussi distribué des billets de spectacles dans la communauté.
Pour la deuxième campagne annuelle, l’objectif était d’amasser 70 000$ pour financer des activités dans la communauté. Le thème de cette campagne est « Donner c’est recevoir » et a pour but de mettre de l’avant des jeunes enfants au centre des projets qui seront financés grâce aux dons recueillis. Outre qu’amasser des dons, l’objectif de cette deuxième campagne pour le théâtre est de concentrer tous ses efforts pour supporter les enfants et les familles dans l’accès d’activités culturelles. Le théâtre Gille-Vigneault veut créer des activités pensées pour eux et faire découvrir les nombreux côtés positifs aux arts de la scène et veut que les gens qui visites cet endroit se créer des souvenirs. Pour cette deuxième campagne, les porte-paroles sont Kathleen Fortin qui est une comédienne et chanteuse et Marc Hervieux qui est artiste lyrique et directeur général du Conservatoire de musique et d’art dramatique du Québec. Le théâtre Gilles-Vigneault est un organisme à but non lucratif qui veut s’assurer que le public est accès à des œuvres impressionnantes et que chacun des citoyens y trouve sa place.

## Distinctions
2022
- Prix Rideau - Diffuseur de l'année
- Prix Rideau - Médiation culturelle

2021
- Prix Rideau - J'aime mon public

2020
- Médaille du Gouverneur général en architecture | Manon Asselin, architecte principale du Théâtre Gilles-Vigneault

2019
- Prix d’excellence Cecobois 2019 | Lauréat Bâtiment institutionnel de plus de 1000 m2
- Grand Prix du design – 12e édition | Catégorie Prix Établissement culturel

2018
- Grand Prix du Génie-Conseil Québécois | Catégorie Bâtiment structure
- Les Prix du Québec – Catégorie culturelle – Prix Ernest-Cormier | Manon Asselin, architecte principale du Théâtre Gilles-Vigneault
- Gala Zénith 2018 – Chambre de commerce et d’industrie Saint-Jérôme Métropolitain | Catégorie Développement immobilier

2017
- Institut canadien de la construction en acier (ICCA) | Projet Jeunes Ingénieurs-Architectes | Projet Coup de cœur du jury

2014
- Prix d’Excellence Canadian Architect

2009
- Gala Zénith 2009 – Chambre de commerce et d’industrie Saint-Jérôme Métropolitain | La Part du Lion

En nomination
- Finaliste dans les catégories Bâtiment institutionnel de plus de 1 000 m2 et Design d’intérieur
- Finaliste pour le prix du public des Prix d’Excellence en architecture de l’Ordre des architectes du Québec (OAQ).